# Dirge
Dirge (en. Klagelied) war eine 1994 gegründete französische Post-Metal-Band.

## Geschichte
Dirge wurden 1994 von Marc T. und Laurent P. als Industrial-Metal-Projekt gegründet. Die Band bekundete noch Jahre später einen großen Einfluss durch Godflesh, welche Dirge in ihren Anfangstagen als Vorbild diente. Wie bei Godflesh basierten die erste Aufnahmen auf langsamen stark verzerrtem Gitarrenspiel vor einer synthetisch erzeugen Klangkulisse und einem computergenerierten Rhythmus. Der Industrial Metal wurde von Dirge bis zum Debütalbum Down, Last Level beibehalten. Zu den Aufnahmen des Debütalbums kam es zum ersten personellem Wechsel in der Band, Laurent P. verließ Dirge, während David K. und Franck T. hinzukamen, in den folgenden Jahren kam es zu mehrfachen Besetzungswechseln.
Mit Alain B. kam 1999 ein fester Schlagzeuger in die Band. Außerdem stieß Christophe „Zomb“ D. 1999 mit einem Sampler hinzu. In dieser Besetzung begannen Dirge mit dem Versuch, ihrem Klang eine „weniger mechanische und mehr organische, schwere und erstickende Atmosphäre“ zu geben. Mit diesem Album begann die Band auch, sich Neurosis als Vorbild zu nehmen und arrangierte ihre Musik um den als „zerstörerisch“ angestrebten Gitarrensound. Nach dem im Jahr 2000 erschienenen zweiten Album Blight and Vision Below a Faded Sun wurden David K. und Franck T. durch Stêphane L. und Christian M. ersetzt, so dass sich nach der Veröffentlichung eine Besetzung bildete, die bis zum Ausstieg von Christophe „Zomb“ D. und dem Wechsel des Bassisten 2014 Bestand haben sollte.
In den folgenden Jahren experimentierte die Band mit diversen Gastmusikern. Unter anderem band Dirge weiblichen Gesang, ein Didgeridoo sowie eine Violine in den Klang der Band ein und versuchte sich von dem Status des Neurosis-Epigon zu emanzipieren.

„Was [...] die Band betrifft, so waren wir manchmal davon genervt, ständig mit NEUROSIS verglichen zu werden. Heutzutage ist es uns einfach egal. Wir mögen NEUROSIS, aber sie machen ihre eigene Sache – und wir machen unsere. Und wenn sie mal in der Vergangenheit einen riesengroßen Einfluss auf uns hatten, denke ich doch, dass wir jetzt unseren eigenen Weg gehen, mit unserem eigenen Stil.“

 Im März 2019 verkündete die Band die Auflösung nach 25 Jahren Aktivität und der Veröffentlichung von acht Alben.

## Stil
Die Bandmitglieder räumen die Zugehörigkeit zum Post-Metal zwar ein und benennen die Kategorisierung der Band als hilfreich, zeigen sich aber generell an der Kategorisierung desinteressiert. Vielmehr sei die Musik Ausdruck persönlicher Befindlichkeiten der Musiker und etwas das natürlich in die Musik umgesetzt würde.

„Ich werde keine technischen Beschreibungen aufstellen, um unsere Musik zu beschreiben, da es uns nicht interessiert, genauso wenig wie es uns interessiert, ein Teil dieser Post-Irgendwas-Szene zu sein. Was diese Kategorisierungen betrifft, nun ja, es war bis jetzt immer so, und als ein Leser der Musikpresse finde ich diese Schubladen gelegentlich praktisch.“

Die Stücke bauen sich meist über einen längeren Zeitraum auf, so dass viele Titel der Band deutlich über einer Länge von 10 Minuten liegen. Diese Länge dient laut Stéphane L. dazu, die entsprechende, oft als depressiv beschriebene, „Atmosphäre“ zu erzeugen. Die einzelnen Stücke können sich nicht in „vier, fünf Minuten voll entwickeln“.

## Diskografie

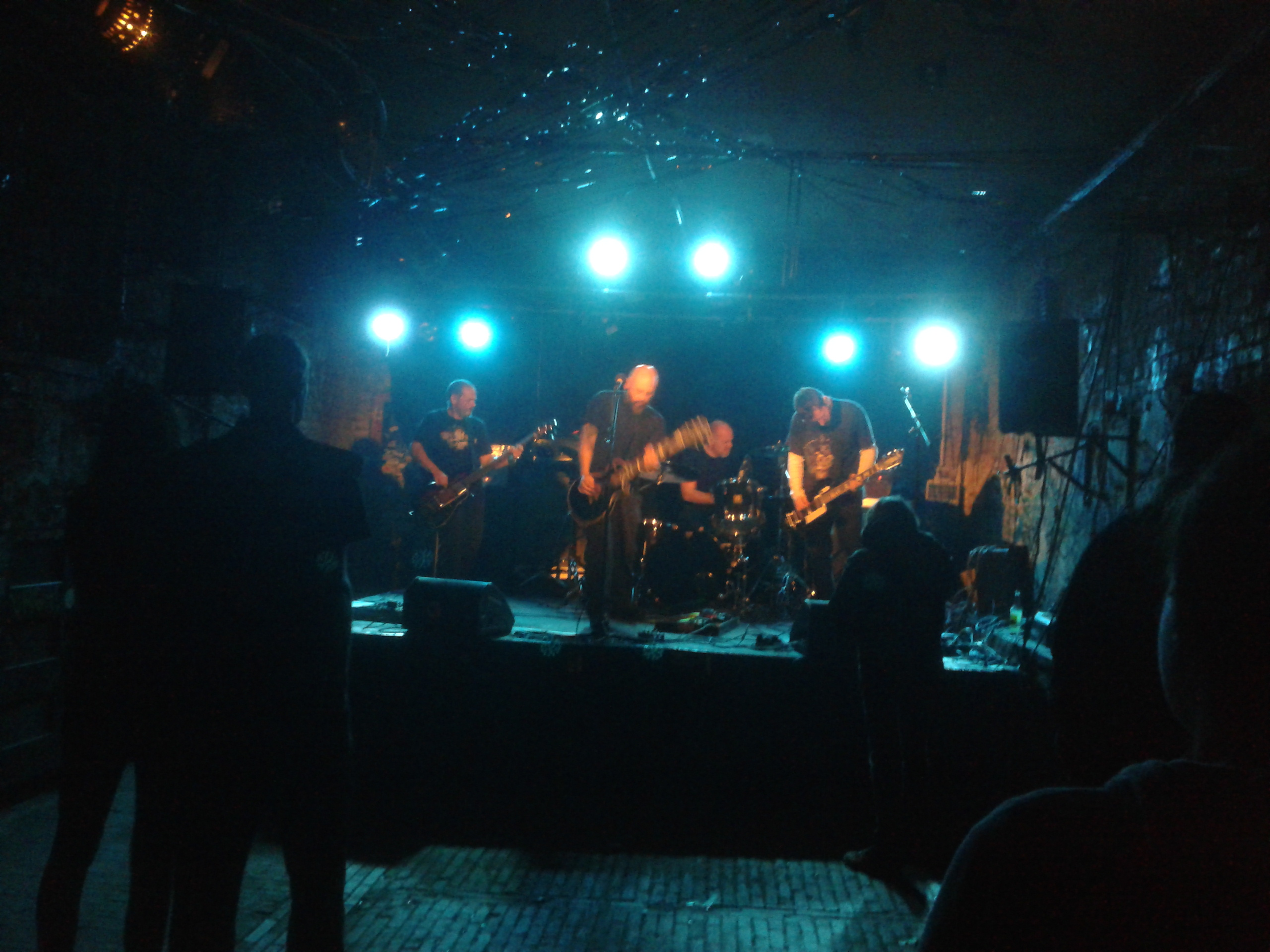
Dirge 2015 Live in Mülheim an der Ruhr

- 1994: Infected Brain Machine (Demo)
- 1995: Mind Time Control (Demo)
- 1996: Dead Network Access (Demo)
- 1998: Down, Last Level (It’s Time to Records, CD – ITT 001176-2)
- 2000: Blight and Vision Below a Faded Sun (Blight Records, CD – BR 01)
- 2004: And Shall the Sky Descend (Equilibre Music, CD – EM 014; 2007 Reissue, Blight Records, CD – BR02/1)
- 2007: Wings of Lead Over Dormant Seas (Equilibre Music / Blight Records, 2CD – EM 012/EML 012)
- 2011: Elysian Magnetic Fields (Blight Records / Division Records, CD – DR 041)
- 2014: Hyperion (Debemur Morti, CD – DMP 0104)
- 2017: Alma Baltica (Division Records, LP)
- 2018: Lost Empyrean (Debemur Morti, CD – DMP 0167)
- 2021: Vanishing Point (Division Records/Blight Records, 3-CD-Kompilation - DR083)